# Hannoversches Biographisches Lexikon
Le Hannoversches Biographisches Lexikon, sous-titré Von den Anfängen bis zur Gegenwart, est un ouvrage de référence biographique sur les habitants de la ville de Hanovre. Il a été publié en 2002 par la Schlütersche Verlagsgesellschaft. Les rédacteurs en chef étaient Dirk Böttcher, Klaus Mlynek, Waldemar R. Röhrbein et Hugo Thielen.
Le lexikon contient environ 1 350 biographies de personnes qui sont décédées avant la date limite de rédaction du 31 mai 2002.